# Serguei Sukhorútxenkov
Serguei Nikolàievitx Sukhorútxenkov (Сергей Николаевич Сухорученков) (Briansk, 10 d'agost de 1956) va ser un ciclista rus que competí representant la Unió Soviètica.
Medalla d'or a la prova en ruta als Jocs Olímpics d'estiu de Moscou de 1980, també va guanyar dos cops el Tour de l'Avenir i la Cursa de la Pau. La majoria de la seva carrera la va córrer com a amateur, i només va passar al professionalisme el 1989.
És el pare de la també ciclista Olga Zabelínskaia.

## Palmarès
- 1978
  -  Campió de l'URSS en ruta (Volta a l'URSS)
  - 1r al Tour de l'Avenir i vencedor de 3 etapes
  - 1r a la Volta a Cuba i vencedor de 2 etapes
  - Vencedor d'una etapa a la Milk Race
- 1979
  - 1r al Tour de l'Avenir i vencedor d'una etapa
  - 1r a la Cursa de la Pau i vencedor de 2 etapes
  - 1r al Giro de les Regions i vencedor d'una etapa
- 1980
  -  Medalla d'or als Jocs Olímpics de Moscou en Ruta individual
  - Vencedor de 2 etapes al Tour de l'Avenir
  - Vencedor d'una etapa a la Milk Race
  - Vencedor d'una etapa al Giro de les Regions
- 1981
  - 1r al Giro de les Regions i vencedor de 2 etapes
  - Vencedor d'una etapa a la Cursa de la Pau
  - Vencedor d'una etapa a la Volta a Luxemburg
- 1982
  - Vencedor d'una etapa al Gran Premi Guillem Tell
  - Vencedor d'una etapa al Circuit de La Sarthe
- 1984
  - 1r a la Cursa de la Pau i vencedor d'una etapa
- 1981
  - 1r al Volta a Xile i vencedor d'una etapa

### Resultats a la Volta a Espanya
- 1986. 70è de la classificació general
- 1989. 69è de la classificació general

### Resultats al Giro d'Itàlia
- 1989. 54è de la classificació general